# Campomanesia grandiflora
Campomanesia grandiflora är en myrtenväxtart som först beskrevs av Jean Baptiste Christophe Fusée Aublet, och fick sitt nu gällande namn av Paul Antoine Sagot. Campomanesia grandiflora ingår i släktet Campomanesia och familjen myrtenväxter. Inga underarter finns listade i Catalogue of Life.